# District de Miraflores

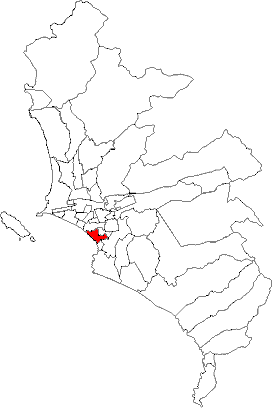
Miraflores

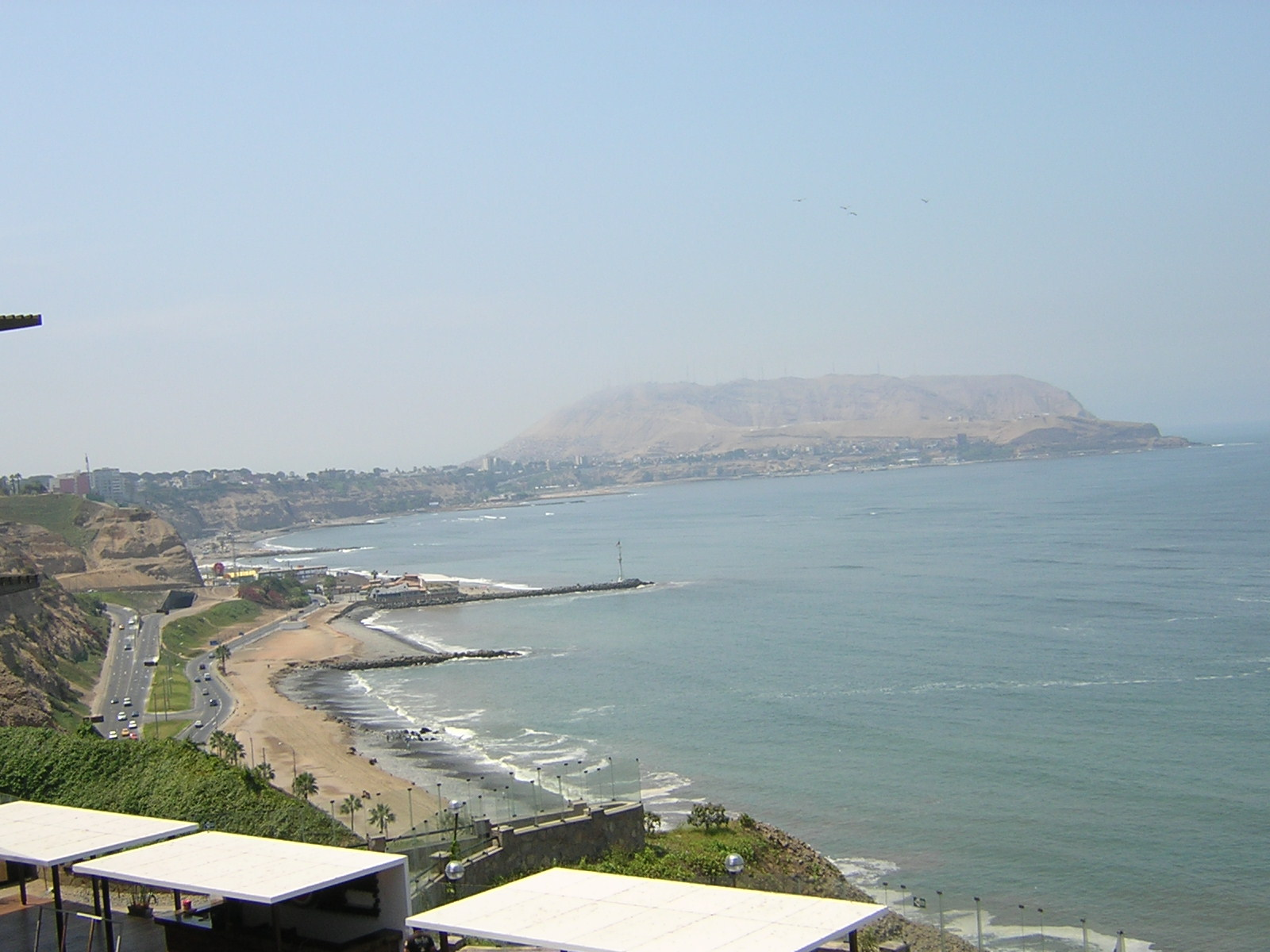
Miraflores

Le district de Miraflores est l'un des 43 districts de la province de Lima au Pérou. Sa création remonte au 2 janvier 1857. Sa superficie est d'environ 10 km2 et il compte plus de 77 000 habitants.
Miraflores est historiquement un district résidentiel et autrefois balnéaire. Aujourd'hui, le district est également un centre économique et touristique de la capitale Lima.
Le district de Miraflores est limité au nord par le district de San Isidro, à l'est par le district de Surquillo et le district de Santiago de Surco, au sud par le district de Barranco et à l'ouest par l'océan Pacifique.
Ce district regroupe la majorité des ambassades, hôtels et des casinos de Lima, ainsi que le centre commercial Larcomar donnant sur l'océan Pacifique. Avec les districts de Barranco, Chorrillos, San Isidro et Santiago de Surco, Miraflores est l'un des districts où se trouvent le plus grand nombre d'expatriés résidant à Lima.
On y trouve de nombreux parcs et espaces verts à Miraflores dont l'un des plus connus est le Parque del Amor (Parc de l'Amour).
C'est également à Miraflores qu'est situé le site archéologique de la Huaca Pucllana.